# アギス3世
アギス3世（希: Ἄγις、英: Agis III、？-紀元前331年、在位：紀元前338年-紀元前331年）は、エウリュポン朝のスパルタ王である。

## 略歴・人物
アギス3世は先王アルキダモス3世の子であり、次代の王エウダミダス1世の兄である。彼はカイロネイアの戦いがあった日に王位に就いた。
紀元前333年、彼はエーゲ海にてアケメネス朝ペルシアの指揮官ファルナバゾス、アウトプラダテスと会談し、ギリシアでのマケドニア王国の支配に対するスパルタの反乱への援助を取り付けた。同年のイッソスの戦いの後、アギスは計画を実行に移した。まず弟のアゲシラオスをクレタ島に送り、紀元前331年にスパルタをはじめとする対マケドニア同盟に参加していたギリシア諸国はマケドニアに対するトラキアの反乱に乗じて対マケドニア戦争を宣言した（ギリシャ・マケドニア戦争 - Greco-Macedonian War）。しかし、ギリシア側は一枚岩だったわけではなく、アテナイなどが不参加だった。
アギスはスパルタ軍、イッソスの戦いでペルシア方として戦ったギリシア人傭兵8000人、さらに同盟軍も合わせて歩兵20000、騎兵2000を下らない兵力を集め、アギスは自ら最高司令官となった。彼はコラゴス麾下のマケドニア軍を破り、味方につかなかったメガロポリスを包囲した。それに対し、留守のアレクサンドロス3世にギリシアを任されていたマケドニアの将軍アンティパトロスはトラキアでの反乱を片付けると、すぐに40000以上の大軍を率いてメガロポリス救援にやって来た。そして、両軍はガウガメラの戦いが起ったのと同じ頃に会戦した（メガロポリスの戦い）。激戦が続いたが、マケドニア軍の数に押されたアギス軍は敗れた。アギスは負傷しながらも戦い続け、討ち死にした。この敗北が決定的となり、スパルタのマケドニアに対する反乱はスパルタの敗北という結果に終わった。
アギスは子を残さなかったため、次の王位には弟のエウダミダスが上った。

## 註
1. ↑  アッリアノス, II. 13
2. ↑  ディオドロス, XVII. 62
3. ↑  ibid, XVII. 63
4. ↑  クルティウス, IV. 1. 39
5. ↑  アイスキネス, 165
6. ↑  ディオドロス, XVII. 63
7. ↑  クルティウス, VI. 1. 13-15